# Región de cohesión Suroeste
La región de cohesión Suroeste (en checo: Region soudržnosti Jihozápad) es una región de cohesión de la República Checa, y un área estadística Eurostat de la Nomenclatura de las Unidades Territoriales Estadísticas (NUTS), nivel NUTS 2. Incluye la Región de Pilsen y la Región de Bohemia Meridional. Cubre una área de 17.706 km².

## Economía
El producto interior bruto (PIB) de la región fue de 20,6 billones de euros en 2018, lo que representa el 9,9% de la producción económica checa.  El PIB per cápita ajustado por poder adquisitivo fue de 23.600 € o el 78% de la media de la UE en ese mismo año.  El PIB por empleado también fue el 75% de la media de la UE.

## Divisiones
| (CZ-)NUTS 2                                            | (CZ-)NUTS 2       | NUTS 3                    | NUTS 3 | LAU 1                         | LAU 1  |
| región de cohesión                                     | kód               | kraj                      | kód    | okres                         | kód    |
| ------------------------------------------------------ | ----------------- | ------------------------- | ------ | ----------------------------- | ------ |
| Región de cohesión Suroeste                            | CZ03              | Región de Bohemia del Sur | CZ031  | Distrito de České Budějovice  | CZ0311 |
| Región de cohesión Suroeste                            | CZ03              | Región de Bohemia del Sur | CZ031  | Distrito de Český Krumlov     | CZ0312 |
| Región de cohesión Suroeste                            | CZ03              | Región de Bohemia del Sur | CZ031  | Distrito de Jindřichův Hradec | CZ0313 |
| Región de cohesión Suroeste                            | CZ03              | Región de Bohemia del Sur | CZ031  | Distrito de Písek             | CZ0314 |
| Región de cohesión Suroeste                            | CZ03              | Región de Bohemia del Sur | CZ031  | Distrito de Prachatice        | CZ0315 |
| Región de cohesión Suroeste                            | CZ03              | Región de Bohemia del Sur | CZ031  | Distrito de Strakonice        | CZ0316 |
| Región de cohesión Suroeste                            | CZ03              | Región de Bohemia del Sur | CZ031  | Distrito de Tábor             | CZ0317 |
| Región de cohesión Suroeste                            | CZ03              | Región de Plzeň           | CZ032  | Distrito de Domažlice         | CZ0321 |
| Región de cohesión Suroeste                            | CZ03              | Región de Plzeň           | CZ032  | Distrito de Klatovy           | CZ0322 |
| Región de cohesión Suroeste                            | CZ03              | Región de Plzeň           | CZ032  | Distrito de Plzeň-město       | CZ0323 |
| Región de cohesión Suroeste                            | CZ03              | Región de Plzeň           | CZ032  | Distrito de Plzeň-jih         | CZ0324 |
| Región de cohesión Suroeste                            | CZ03              | Región de Plzeň           | CZ032  | Distrito de Plzeň-sever       | CZ0325 |
| Región de cohesión Suroeste                            | CZ03              | Región de Plzeň           | CZ032  | Distrito de Rokycany          | CZ0326 |
| Región de cohesión Suroeste                            | CZ03              | Región de Plzeň           | CZ032  | Distrito de Tachov            | CZ0327 |
| \| Región de cohesión Suroeste \| LAU 1 en Soroeste \| |                   |                           |        |                               |        |
| Región de cohesión Suroeste                            | LAU 1 en Soroeste |                           |        |                               |        |